# Municipio de Gibson (Míchigan)
El municipio de Gibson (en inglés: Gibson Township) es un municipio ubicado en el condado de Bay en el estado estadounidense de Míchigan. En el año 2010 tenía una población de 1210 habitantes y una densidad poblacional de 13,13 personas por km².

## Geografía
El municipio de Gibson se encuentra ubicado en las coordenadas 43°57′5″N 84°6′47″O / 43.95139, -84.11306. Según la Oficina del Censo de los Estados Unidos, el municipio tiene una superficie total de 92.18 km², de la cual 92,06 km² corresponden a tierra firme y (0,13 %) 0,12 km² es agua.

## Demografía
Según el censo de 2010, había 1210 personas residiendo en el municipio de Gibson. La densidad de población era de 13,13 hab./km². De los 1210 habitantes, el municipio de Gibson estaba compuesto por el 97,52 % blancos, el 0,08 % eran afroamericanos, el 0,74 % eran amerindios, el 0,17 % eran de otras razas y el 1,49 % eran de una mezcla de razas. Del total de la población el 1,07 % eran hispanos o latinos de cualquier raza.